# Campo del Agua
Campo del Agua es una aldea perteneciente al ayuntamiento de Villafranca del Bierzo, ubicada en la comarca de El Bierzo, provincia de León, comunidad autónoma de Castilla y León (España). La aldea está rodeada de cerros.
Tiene una población de 25 habitantes (INE 2023).
Cuenta con un numeroso conjunto de pallozas y cabañas de construcción ancestral.        
La Junta de Castilla y León lo declaró Bien de Interés Cultural con la categoría de Conjunto Etnológico.

## Historia

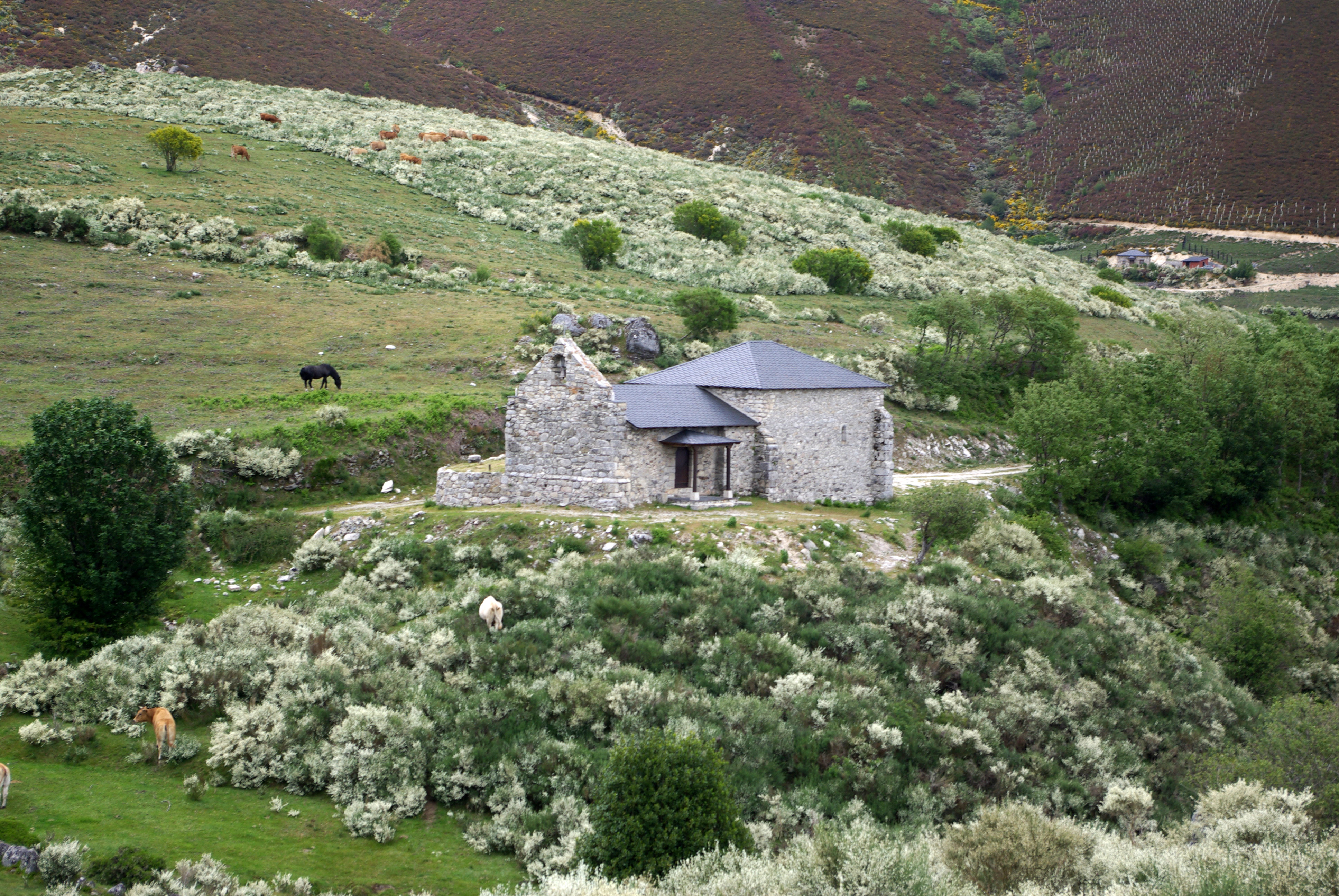
Ermita en Campo del Agua.

Fue una antigua aldea que quedó casi despoblada cuando sus  habitantes se trasladaron a la cercana localidad de Aira da Pedra.  Pasado el tiempo, los habitantes de Aira da Pedra utilizaron el lugar de Campo del Agua como braña de verano. Más tarde el enclave creció con los barrios El Regueriral, Las Valiñas y Campo del Agua propiamente dicho, e incluso se construyó una iglesia consagrada a San Bartolomé y una ermita dedicada a la Asunción. Durante mucho tiempo ofreció en Los Ancares el conjunto más amplio de casas con teito (pallozas), cabañas y hórreos ancestrales. Pero en el año 1989 toda la aldea ardió hasta los cimientos tras haber sido restaurada de forma tradicional con dinero público.
En el invierno se encuentra prácticamente aislado por la nieve. En los meses de primavera y verano regresan los aldeanos que se refugiaron más abajo en Aira da Pedra.

### Similitudes toponímicas
Toma como referente de su topónimo el agua, compartido con
- Tubilla del Agua.

## Monumentos y lugares de interés

### Arquitectura popular
Pallozas
La casa de esta localidad es la palloza, una vivienda de estructura popular cuyo origen está en las casas redondas de los castros, en las que conviven las personas con los animales domésticos y que corresponden a una tipología de espacio único de casa ancestral. En Campo del Agua casi todas las pallozas son de planta rectangular con las esquinas redondeadas, con un trazado tradicional que se adapta al desnivel del suelo apoyándose en la ladera del monte; este muro es el llamado «contra turrio». 

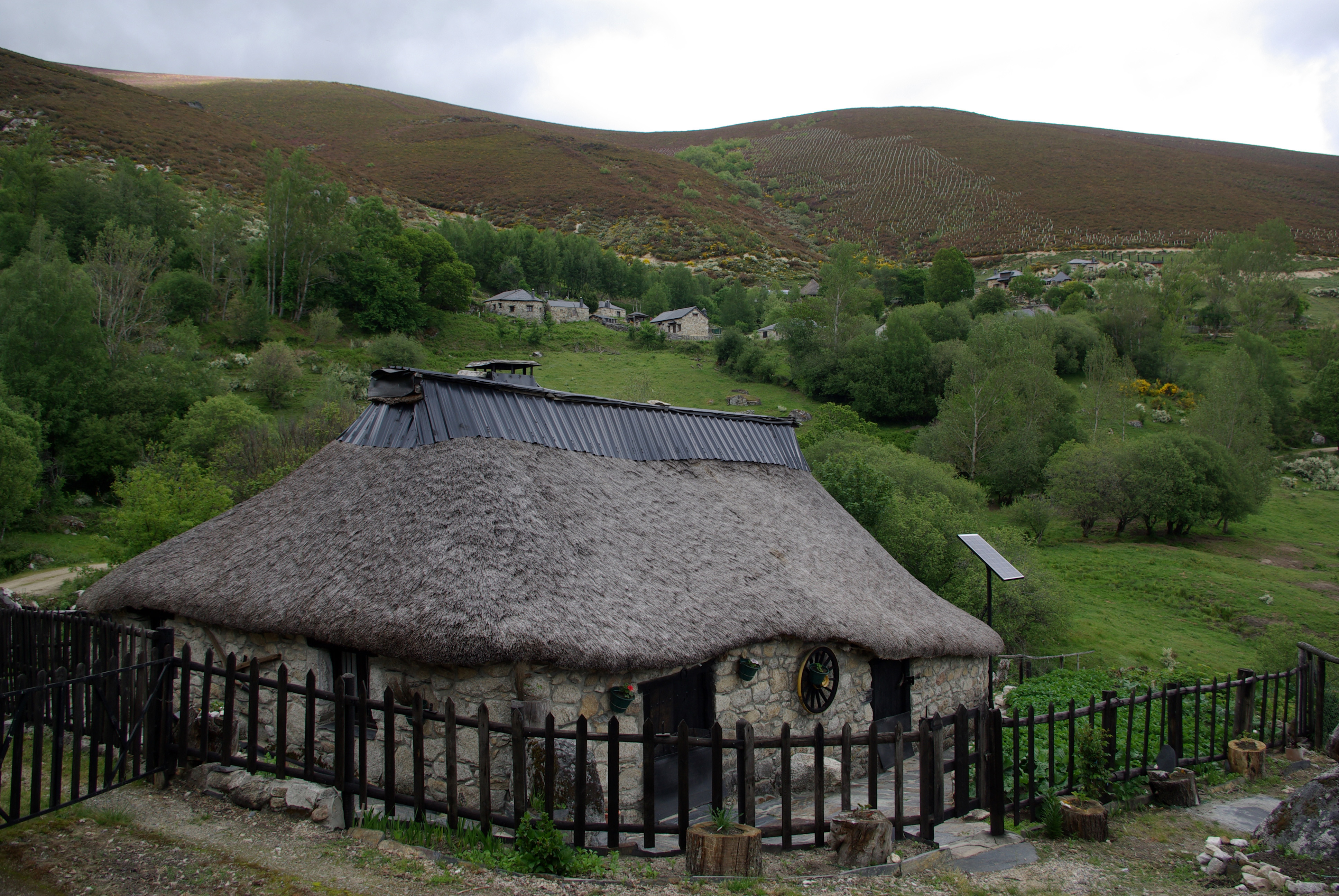
Palloza en Campo del Agua.

El distintivo más significativo es la cubierta o teito de paja de centeno construido con la técnica «a paleta».
Los muros son redondeados, hechos con mampostería de doble cara y como relleno, piedras y tierra. En el interior hay huecos que sirven de alacenas o vasares. El hastial suele tener poca altura; su nombre en estas tierras es pical. La estructura interior consta de una armadura tradicional con elementos de madera ahorquillados que funcionan como soporte de las vigas. El techo está formado por un entablamento de troncos y varas enteras; también se encuentra el tradicional entretejido de varas, de técnica arcaica —tal y como se hacen los cestos— que sirve para el secado de castañas. El espacio superior está destinado a pajar al que se accede mediante una escalera de mano de madera. En el espacio inferior hay unos cercados hechos de madera donde se guardan los terneros  llamados xatus.
No hay chimenea en todo el espacio de la palloza; el humo sale por sus propios medios y ayuda a mantener sano el armazón de madera ahuyentando la carcoma y los parásitos. Además ayuda al secado y mantenimiento de los productos de la matanza. Los huecos que se pueden encontrar en estas casas son mínimos y no están pensados como ventilación sino como acceso, es decir las puertas, una para la vivienda y otra para el establo. 
Los enseres de la casa son también tradicionales y de utilidad; todavía se conservan las garmalleiras o cadenas donde se cuelga el pote, la candeleira para iluminar, el camastro de paja para el pastor, las herramientas, etc.

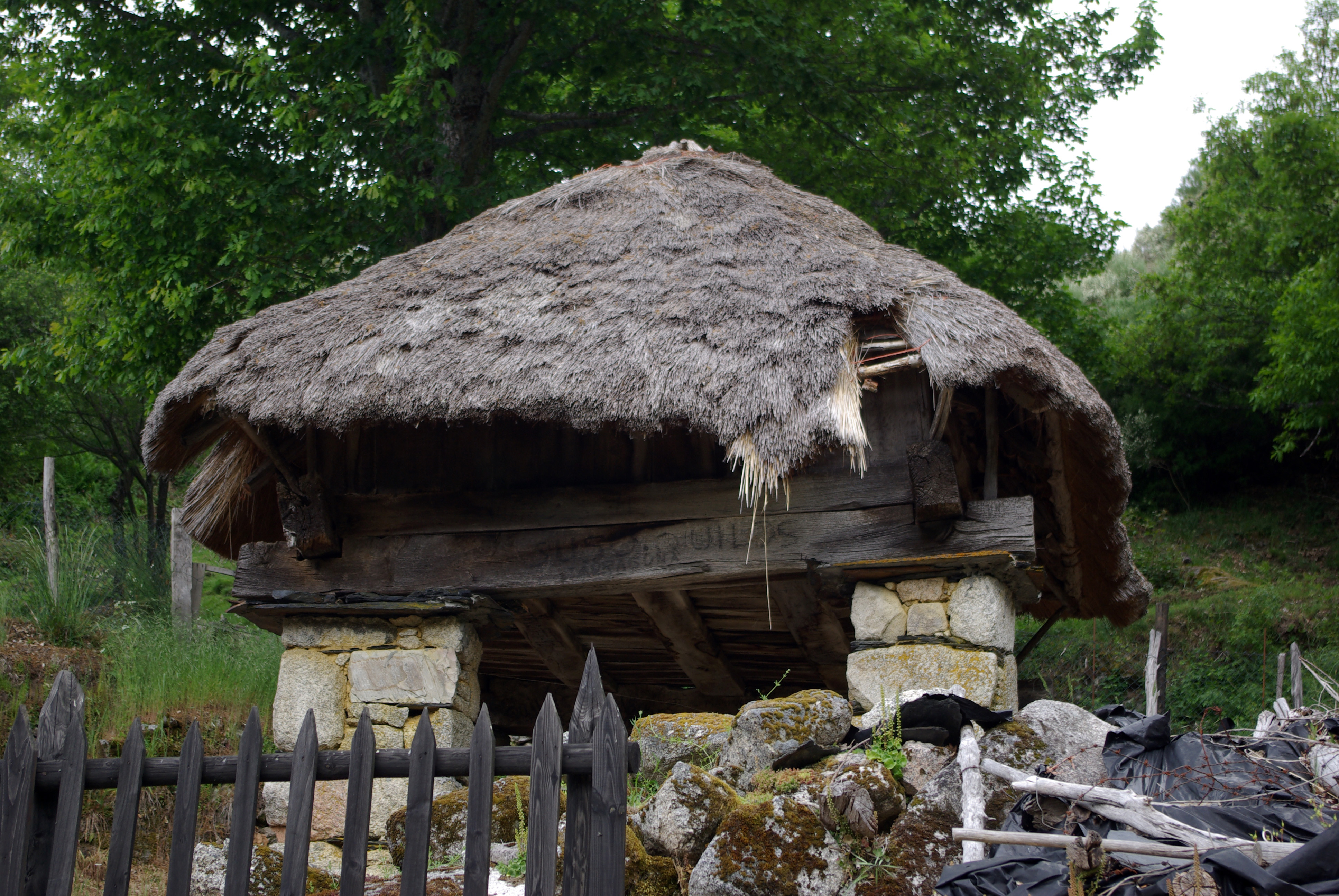
Hórreo con teito en Campo del Agua.

Las cubiertas o teitos son de paja de centeno, teitadas a paleta. La cumbrera es longitudinal y suele estar rematada con nudos de colmos o cuelmos que son los haces de paja sobre los que se colocan las losas planas de pizarra.
Hórreos
Los hórreos se utilizaron siempre en la cultura leonesa y servían como almacén de alimentos. Son construcciones de planta cuadrada, elevadas para evitar el acceso a los roedores tanto como la humedad del suelo. En Campo del Agua se conserva uno de estos ejemplares en perfecto estado hasta hace unos años, pero cuyo teito se va deteriorando. Está situado sobre soportes cuadrados de mampostería de piedra y las paredes están hechas de tablas verticales. El teito es a paleta y está rematado con un cubo sin fondo que le sirve de protección. Este tipo de remate fue muy común en todas estas tierras.

### Otros lugares y monumentos
Iglesia
La Iglesia (consagrada a San Bartolomé y Nuestra Señora da Veiga de Olmo), hasta hace poco en ruinas a causa de un rayo que cayó sobre su tejado y destruyó parte del edificio, fue rehabilitada en el 2008 con la colaboración de los vecinos. Se pudo restaurar completamente y conservar algunos de sus muros de la época del románico.
Corral de los Lobos

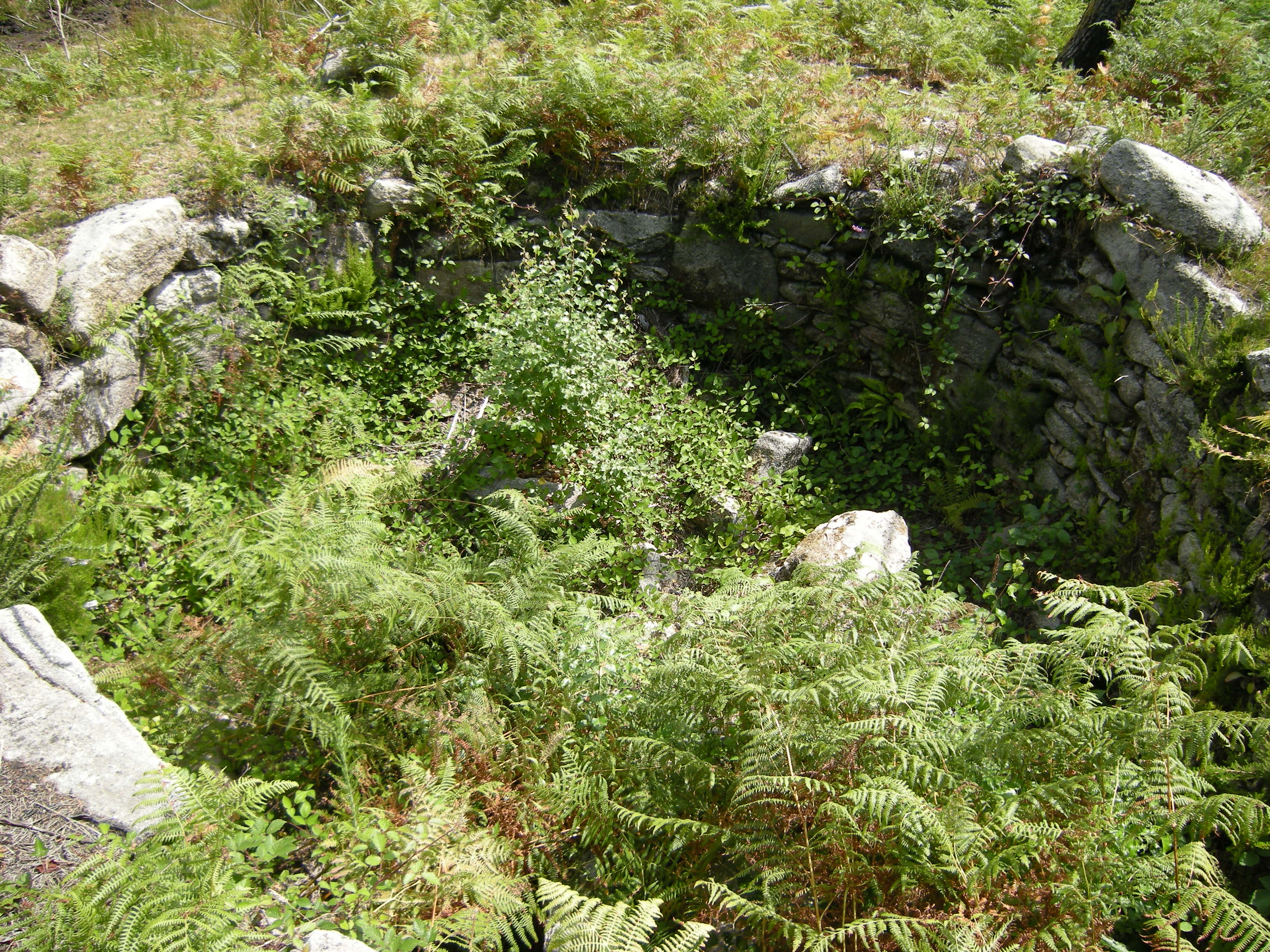
Foso de lobo en Gargamala, Mondariz.

Se conservan los restos arqueológicos de este corral para cazar a los lobos que merodeaban y hacían daño al ganado. Era una trampa consistente en un recinto al que eran conducidos los lobos en una batida o engañados con el cebo de un cordero. Era fácil la entrada pero imposible la salida de manera que los lobos quedaban atrapados. 

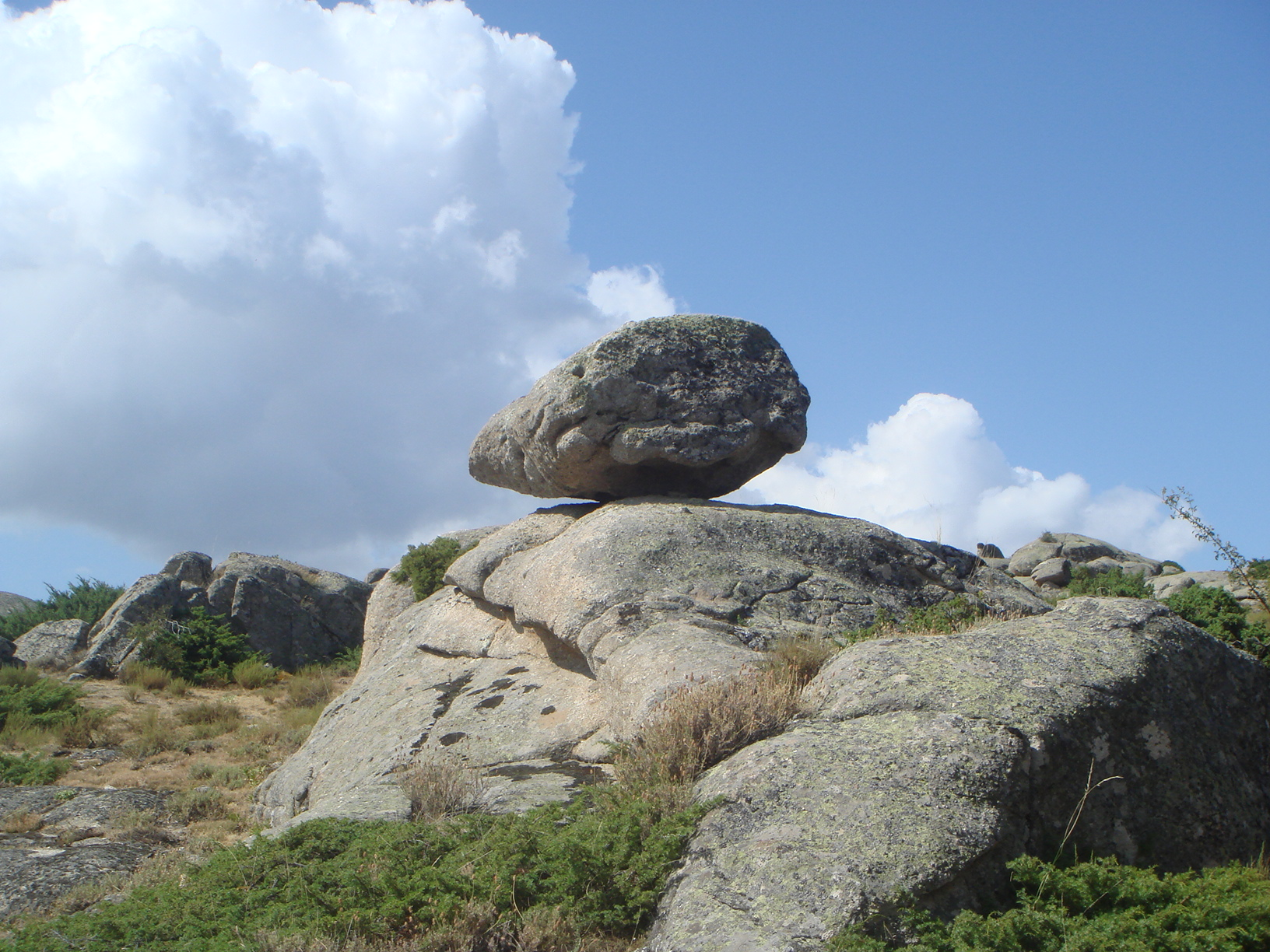
Ejemplo de piedra caballera.

Este tipo de trampa era muy común en Asturias, donde se llamaba couso, en Zamora, donde se llamaba cortello y en León con el nombre de corral.
Berrocales
Es una zona de agrupación granítica donde puede verse un paisaje geológico espectacular con la formación de bolones o piedras caballera.

## Economía

### Agricultura y ganadería
Abundancia de pastos para la cría de ganado vacuno, lanar y cabrio.

## Fiestas locales
Es costumbre subir al amanecer el día 29 de junio a las fuentes naturales de Campo del Agua. Allí se toman las aguas de San Pedro que tienen —según una creencia ancestral— la virtud de curar los males del cuerpo y del alma.

### Fiestas religiosas
Se celebra el segundo fin de semana del mes de agosto en honor a la Virgen de Vega de Olmo